# Łukasz Rutkowski
Łukasz Rutkowski (Zakopane, 22 gennaio 1988) è un ex saltatore con gli sci polacco.

## Biografia
In Coppa del Mondo esordì il 25 gennaio 2008 a Zakopane (38°) e ottenne il primo podio il 21 marzo 2009 a Planica (2°).
In carriera prese parte a un'edizione dei Giochi olimpici invernali, Vancouver 2010 (6° nella gara a squadre), a una dei Campionati mondiali, Liberec 2009 (4° nella gara a squadre il miglior risultato), e a una dei Mondiali di volo, Planica 2010 (4° nella gara a squadre il miglior risultato).

## Palmarès

### Mondiali juniores
- 1 medaglia:
  - 1 bronzo (gara a squadre a Zakopane 2008)

### Coppa del Mondo
- Miglior piazzamento in classifica generale: 41º nel 2010
- 1 podio (a squadre):
  - 1 secondo posto